# Príncipe Valente
Prince Valiant in the Days of King Arthur (No Brasil: Príncipe Valente nos tempos do Rei Arthur) é uma tira de jornal publicada em pranchas dominicais, criada por Hal Foster em 1937. Trata-se de uma tira de aventura com enredo contínuo, com destaque para o realismo dos panoramas e a narrativa mais sofisticada que o habitual no universo dos quadrinhos, sendo muitas vezes também bem humorada. Atualmente, a tira é publicada semanalmente em mais de 300 jornais americanos, de acordo com sua distribuidora, a King Features Syndicate.
Foster, ao não usar os "balões" para os textos, retomou o estilo dos primeiros quadrinhos ao usar legendas ou recordatórios na parte de baixo de cada quadro. Os acontecimentos mostrados são historicamente precisos, mas de períodos históricos bem distintos que vão desde o antigo Império Romano à Alta Idade Média, com algumas poucas ambientações em tempos mais recentes.
A primeira aparição do Príncipe Valente foi publicada  em um tabloide colorido na edição de sábado do The Times-Picayune, de Nova Orleans em 13 de fevereiro de 1937.  A primeira página inteira foi a tira nº 16, que apareceu na edição dominical do New Orleans Times Picayune. A datação interna mudou de sábado para domingo com tira nº 66 (15 de maio de 1938). A tira de página inteira continuou até 1971, quando a tira nº 1788 não foi oferecido em formato de página inteira, essa foi a última tira Foster ilustrou.
Foster foi sucedido pelos desenhistas J. Cullen Murphy, Gary Gianni e Mark Schultz e Thomas Yeates. A tira continua sendo publicada até os dias atuais em um formato de meia página.

## Adaptações
Cinema

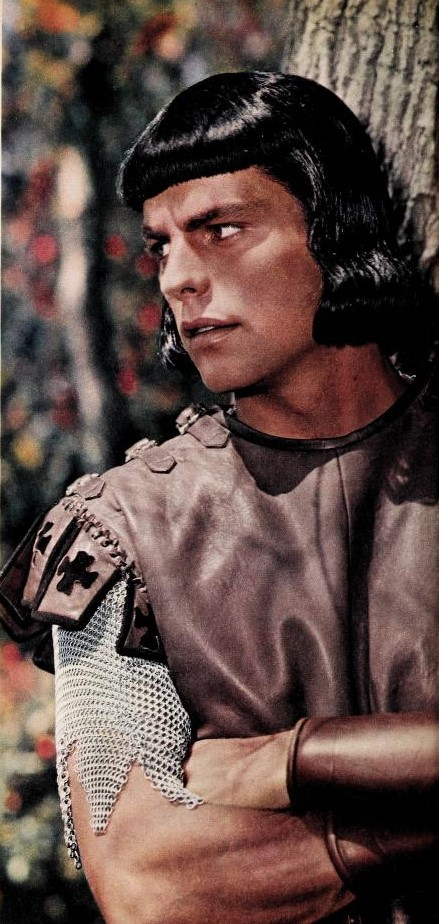
Robert Wagner, como Príncipe Valente, no filme de 1954.

- Prince Valiant - filme de 1954, dirigido por Henry Hathaway, com Robert Wagner como protagonista.

- Prince Valiant - filme de 1997, dirigido por Anthony Hickox, com Stephen Moyer como protagonista.

Televisão
- Em 1972, apareceu no longa-metragem de animação Popeye Meets the Man Who Hated Laughter, exibido como parte do The ABC Saturday Superstar Movie, ao lado de Popeye e outros personagens de tiras distrbuídas pela  King Features: Katzenjammer Kids, Flash Gordon, Barney Google e Snuffy Smith, Blondie, Recruta Zero, O Fantasma, Mandrake, Little Iodine, Little King, Hi and Lois, Henry, Steve Canyon, Tiger e Tim Tyler's Luck.

- Príncipe Valente aparece no episódio "Terror in Time" da série animada Defenders of the Earth (1986-1987).[7]
- The Legend of Prince Valiant, série animada de 1991 a 1993.[7][8][9]

Jogos
Em 1991, a editora de RPG de mesa Chaosium lançou Prince Valiant: The Story-Telling Game role-playing game. Em 2016, foi lançado um projeto de financiamento coletivo na plataforma Kickstarter para republicar o RPG.
Revistas em quadrinhos
A Dell Comics publicou histórias inéditas em edições da revista Four Color (# 567, 650, 699, 719, 788, 848, 900) desenhadas por Bob Fuji e roteiristas por um escritor não identificado.
Entre 1994 e 1995, a Marvel Comics publicou uma minissérie, escrita por Elaine Lee e Charles Vess  e ilustrada por John Ridgway.
Em 2015, a Dynamite Entertainment  começou uma nova série chamada, ligada ao evento "King", que une os heróis da King Features, em comemoração ao centenário do syndicate: Flash Gordon, O Fantasma, Mandrake e Jim das Selvas. Esta série foi escrita por Nate Cosby  e ilustrada por Ron Salas.
Em maio de 2016, os heróis da King Features são reunidos novamente em Kings Quest, escrito por Ben Acker e Heath Corson e ilustrado por Dan McDaid.

## Reimpressões (Estados Unidos)
As páginas dominicais de Hal Foster têm sido reimpressas por várias editoras, particularmente Nostalgia Press e Fantagraphics Books (edições encadernadas).
Príncipe Valente foi muitas vezes reimpresso em revistas em quadrinhos (comic book). Feature Book #26 republicou a maior parte do primeiro ano da tira, e é a única revista em quadrinhos com capa original de Hal Foster. Muitas páginas de Foster foram republicadas nas revistas Ace Comics e King Comics.  Uma revista de Príncipe Valente publicada em 1973 teve ilustrações de Foster com um texto simplificado destinado a ensinar crianças a ler.
- Prince Valiant Vol. 1: 1937–1938, Fantagraphics Books (18 de agosto de 2009). ISBN 978-1-60699-141-1
- Prince Valiant Vol. 2: 1939–1940. Fantagraphics Books (20 de julho 2010). ISBN 978-1-60699-348-4
- Prince Valiant Vol. 3: 1941–1942. Fantagraphics Books (21 de março de 2011). ISBN 978-1-60699-407-8
- Prince Valiant Vol. 4: 1943–1944. Fantagraphics Books (3 de outubro de 2011). ISBN 978-1-60699-455-9
- Prince Valiant Vol. 5: 1945–1946. Fantagraphics Books (2 julho de 2012). ISBN 978-1606994849
- Prince Valiant Vol. 6: 1947–1948. Fantagraphics Books (16 de fevereiro de 2013). ISBN 978-1-60699-588-4
- Prince Valiant Vol. 7: 1949–1950. Fantagraphics Books (7 setembro de 2013). ISBN 978-1-60699-645-4
- Prince Valiant Vol. 8: 1951–1952. Fantagraphics Books (15 fevereiro de 2014). ISBN 978-1-60699-699-7
- Prince Valiant Vol. 9: 1953–1954. Fantagraphics Books (19 julho de 2014). ISBN 978-1-60699-735-2
- Prince Valiant Vol. 10: 1955–1956. Fantagraphics Books (9 dezembro de 2014). ISBN 978-1-60699-800-7
- Prince Valiant Vol. 11: 1957–1958. Fantagraphics Books (4 julho de 2015). ISBN 978-1-60699-828-1

## Reimpressões (Brasil)
A série foi lançada no Brasil em 1937, na revista Suplemento Juvenil do jornalista Adolfo Aizen, apenas quatro meses após o seu lançamento nos Estados Unidos, em 1939, passou a ser publicado na revista O Globo Juvenil do jornal O Globo do jornalista Roberto Marinho.
Ao longo dos anos, foi publicada pelas editoras Saber, Rio Gráfica Editora de Roberto Marinho, Grupo de Editores Associados (GEA), Nova Sampa,Tudo em Quadrinhos (minissérie da Marvel) e na revista Stripmania da editora Opera Graphica (história produzida por John Cullen Murphy).
A Editora Brasil-América de Adolfo Aizen publicou 15 álbuns entre 1974 e 1995. Em 2001, a Opera Graphica continuou a numeração da EBAL e lançou o volume 16, em 2006, relançou o primeiro volume, o vigésimo e último volume foi lançado pela editora em 2009. Em agosto de 2016, a Pixel Media, selo da Ediouro, editora que desde 2013 publica os álbuns de Fantasma, Mandrake e Flash Gordon, republica o primeiro álbum, pela primeira vez em cores originais no país.
Em março de 2019, a Planeta DeAgostini lançou uma coleção com 82 volumes de luxo vendidos em bancas de de jornal e irá publicar a coleção oficialmente tanto no Brasil, quanto em Portugal.